# Manihot procumbens
Manihot procumbens är en törelväxtart som beskrevs av Johannes Müller Argoviensis. Manihot procumbens ingår i släktet Manihot och familjen törelväxter. Inga underarter finns listade i Catalogue of Life.